# Micrathena lindenbergi
Micrathena lindenbergi là một loài nhện trong họ Araneidae.
Loài này thuộc chi Micrathena. Micrathena lindenbergi được Cândido Firmino de Mello-Leitão miêu tả năm 1940.